# Tristan Hodge
Tristan Hodges là một cầu thủ bóng đá người Trinidad và Tobago chủ yếu thi đấu ở vị trí hậu vệ; hiện tại anh thi đấu cho Toronto FC II cho đến khi trở lại W Connection F.C.
Trước Vòng loại Cúp bóng đá Caribe 2017, huấn luyện viên Trinidad và Tobago Stephen Hart đưa tên anh vào đội hình 21 người.

## Sự nghiệp câu lạc bộ
Hodges ra mắt tại Toronto FC II khi vào sân trong hiệp hai trận đấu với Charlotte Independence.